# سودرهاکشتدت
سودرهاکشتدت (به آلمانی: Süderhackstedt) یک شهر در آلمان است که در اشلسویگ-فلنسبورگ واقع شده‌است. سودرهاکشتدت ۳۴۹ نفر جمعیت دارد.